# Tháp đồng hồ Haridwar
Tháp đồng hồ Haridwar, hay còn gọi là Tháp Raja Birla, là một công trình đáng chú ý tại thành phố Haridwar ở Ấn Độ. Tháp được xây dựng bởi Raja Baldev Das Birla vào năm 1938 và có 4 mặt, mỗi mặt đều có một cái đồng hồ hiển thị giờ và phút. Công trình này rất thu hút người dân địa phương và khách du lịch đến chiêm ngưỡng cũng như để thưởng ngoạn các nghi thức tôn giáo vào buổi tối tại khu vực Har Ki Pauri.
Tháp đồng hồ Haridwar cũng trở thành một địa điểm truyền thông cho Kumbh Mela - một sự kiện tôn giáo quan trọng được tổ chức tại Haridwar. Trước Kumbh Mela năm 2021, nghệ sĩ Harshvardhan Kadam đã vẽ các bức tranh tường trên tháp với màu sắc rực rỡ, để thể hiện các câu chuyện thần thoại của đạo Hindu dựa trên các tác phẩm và ý tưởng từ Vaimānika Shāstra.

## Thi công
Tháp đồng hồ Haridwar, còn được gọi là Tháp Raja Birla và Ghantaghar, được xây dựng bởi Raja Baldev Das Birla của Pilani vào năm 1938. Trước khi đồng hồ đeo tay trở nên phổ biến ở Ấn Độ, nhiều tháp đồng hồ được xây dựng trên khắp đất nước.

## Vị trí và thiết kể
Tháp đồng hồ Haridwar nằm trên đảo Malviya, đối diện bậc thang Har Ki Pauri ở thành phố Haridwar. Công trình này là một tháp độc lập cao khoảng 66 feet (20 mét), với bốn mặt đều có mặt đồng hồ, sử dụng số La Mã để biểu thị giờ và chấm đồng hồ để biểu thị phút. Khu vực đảo xung quanh có sàn lát đá cẩm thạch, có hình dáng giống như một chiếc thuyền và có một bậc thềm riêng để vào sông Hằng. Cho đến năm 1979, nó được kết nối với các điểm tắm địa phương khác bằng ba cây cầu.
Tháp đánh dấu một vị trí để dễ dàng quan sát các nghi thức cầu nguyện Hindu vào buổi tối tại Har Ki Pauri. Năm 2010, một nền tảng đã được xây dựng gần tháp để gần 300 phóng viên đại chúng có thể xem ngày tắm chính của Kumbh Mela năm đó.

## Dự án tranh tường Haridwar
Trước Kumbh Mela 2021, nghệ sĩ Harshvardhan Kadam đã sơn lại tháp đồng hồ Haridwar bằng những bức tranh màu đỏ và vàng, miêu tả các câu chuyện thần thoại được lấy cảm hứng từ tác phẩm và ý tưởng của Vaimānika Shāstra. Dự án này là một phần của Dự án tranh tường Haridwar, phối hợp với Chương trình Namami Gange và nhà bán lẻ nghệ thuật Mojarto, với mục đích tìm kiếm các nền tảng phi truyền thống để trưng bày nghệ thuật tôn giáo tại Haridwar và bảo vệ dòng sông Ganges.

## Hình ảnh

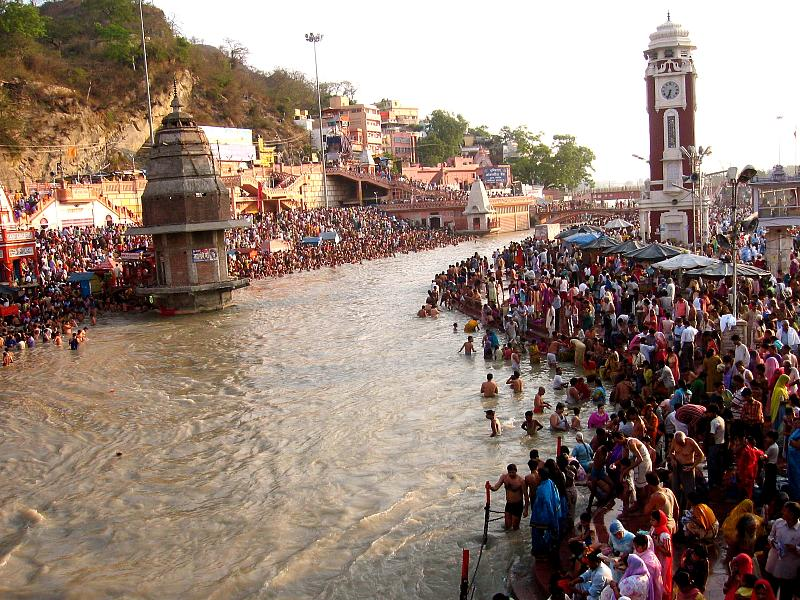
Clock tower (2005)
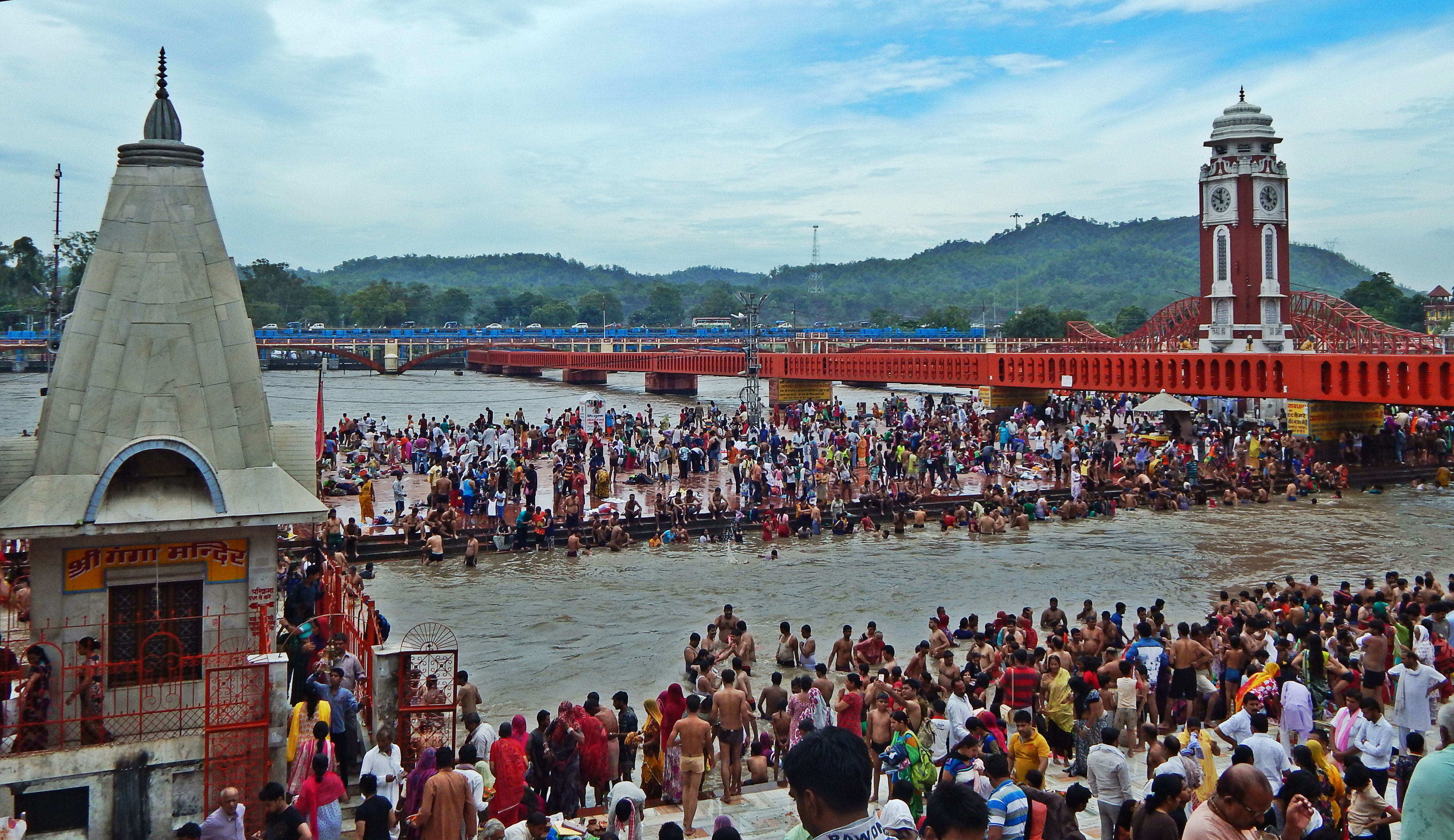
Clock Tower (unpainted) view from Har Ki Pauri (2010)
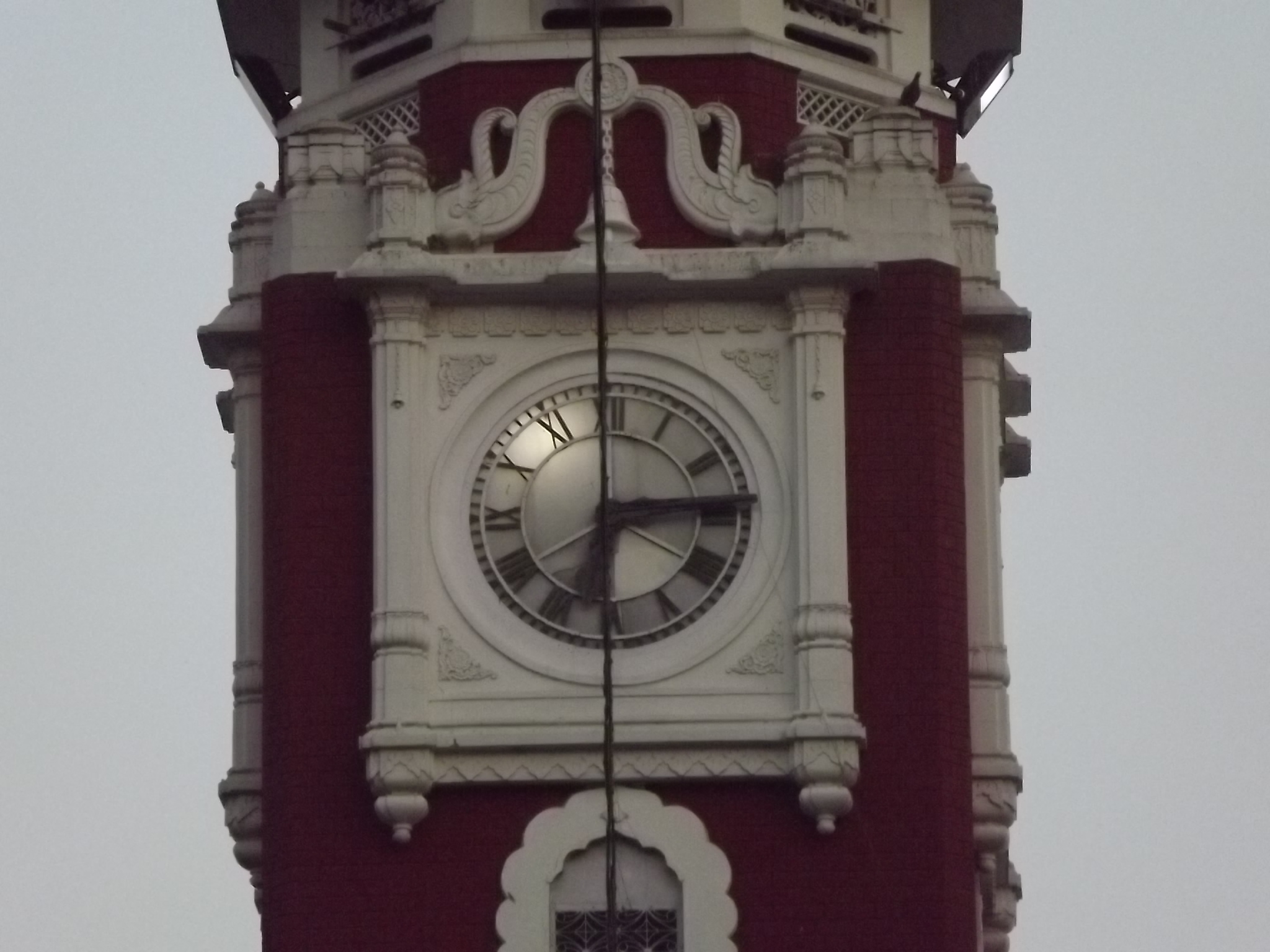
Clock face (2012)
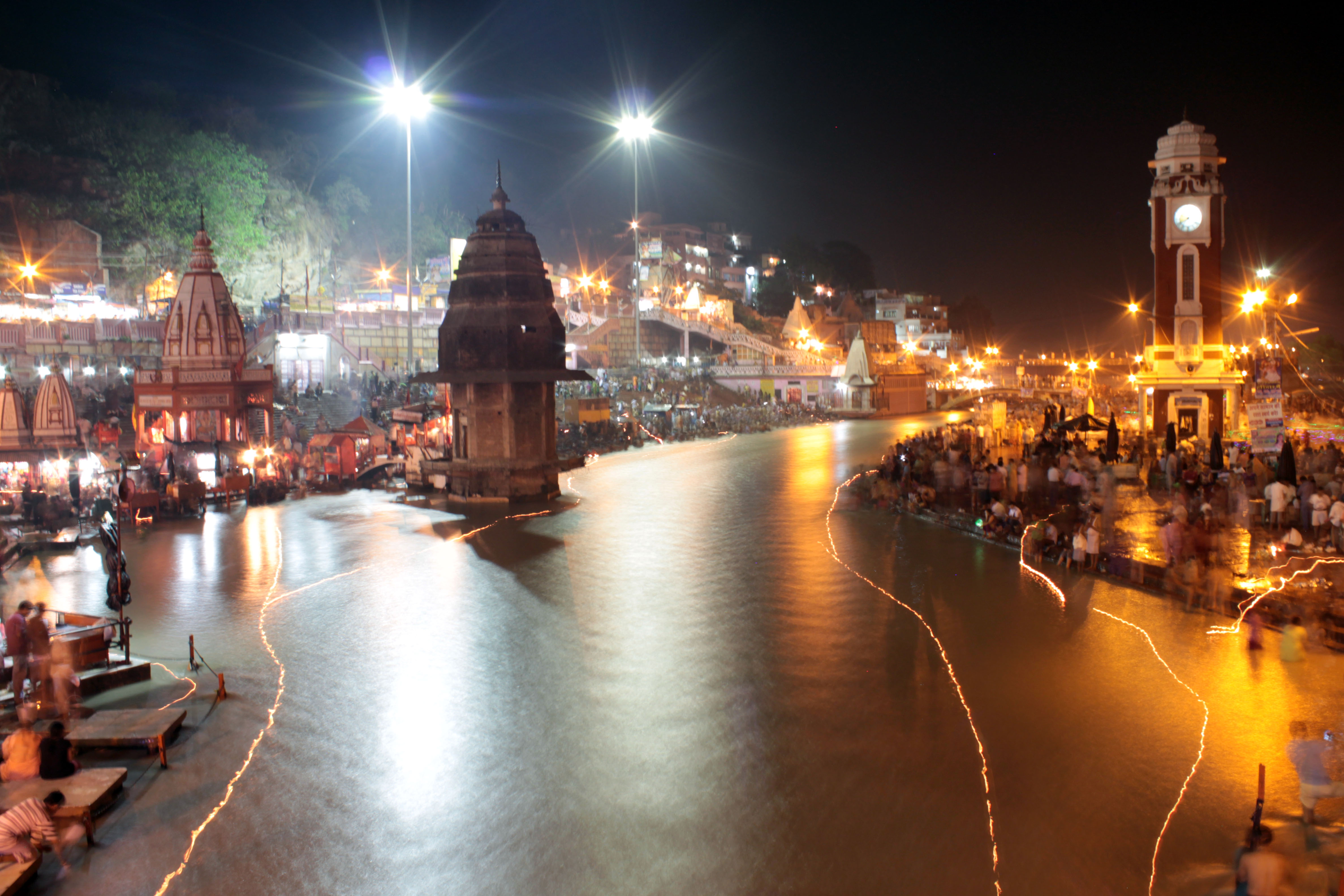
Clock Tower during evening prayers (2013)
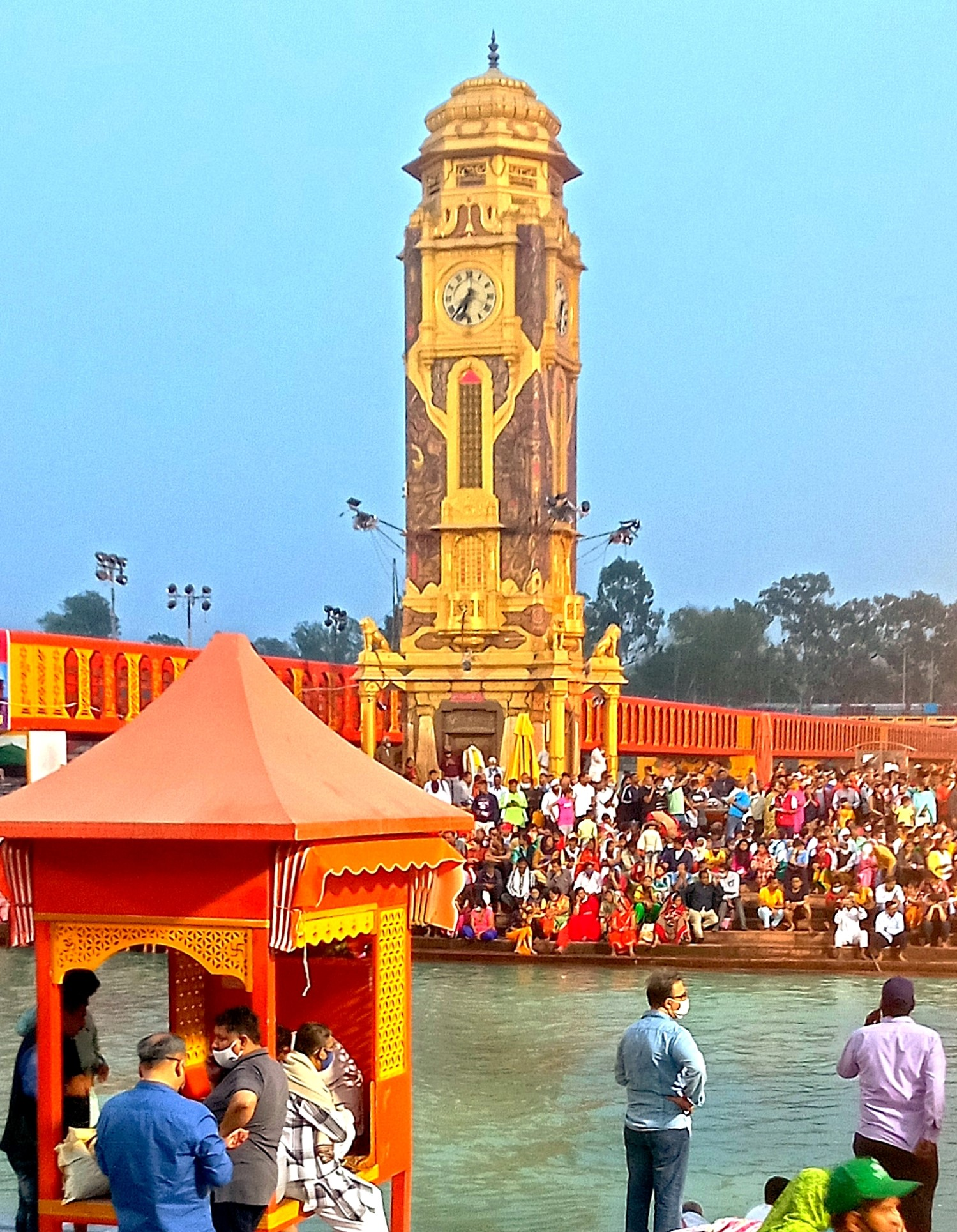
Clock Tower during evening prayers (2021 Kumbh Mela)
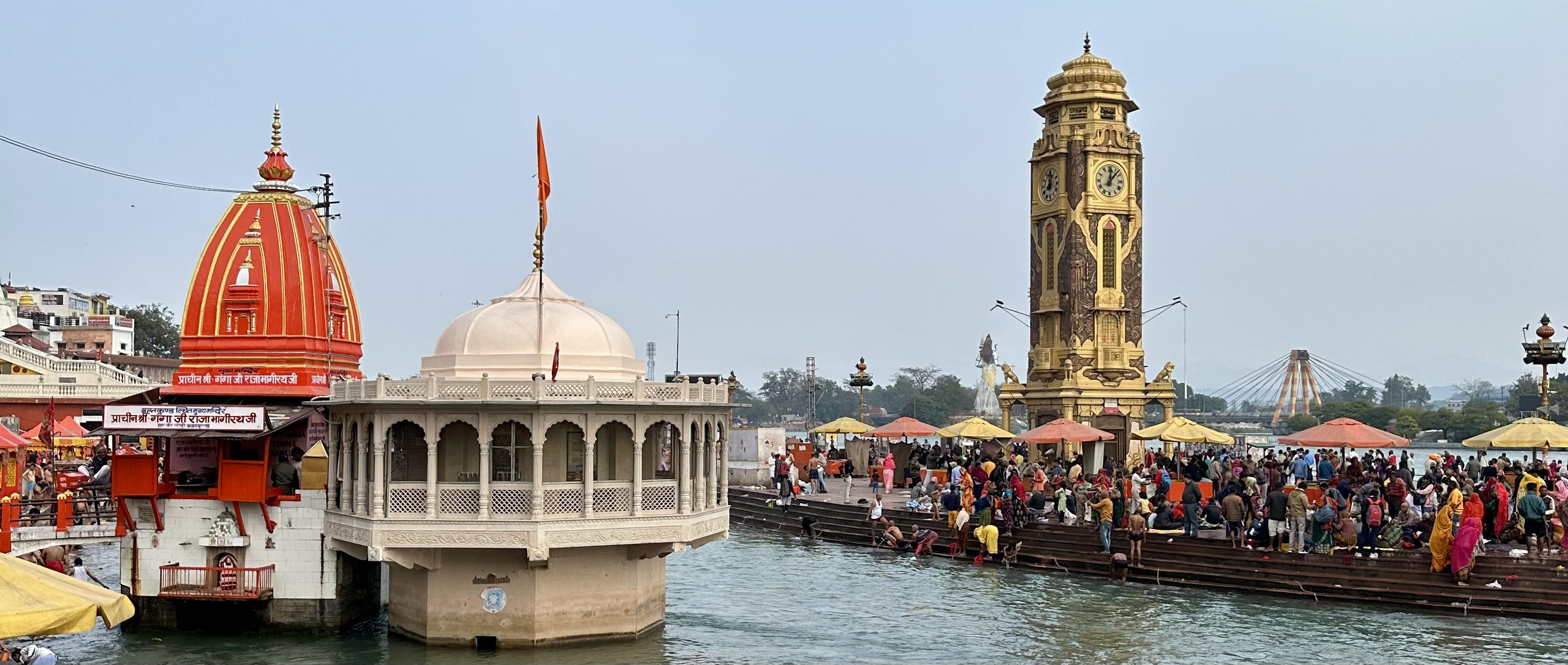
Clock Tower (2023)